# Peter Verdurmen
Peter Verdurmen (Oostburg, 1953) is actief als journalist en fotograaf, met als specialisme documentaire fotografie en portretten.

## Boeken
In het jaar 1984 publiceerde Verdurmen zijn eerste fotoboek, getiteld Buitenmensen. In zwart-wit portretteerde hij een verdwijnende generatie boeren en landarbeiders. Hun manier van leven paste niet meer in de tijdgeest.
Later volgden Scheldegezichten, een fotodocumentaire over de Schelde van bron tot monding (Romain van Damme schreef de tekst), Vissermans over de vissers van Breskens (met interviews van Jack Vader) en Stil zeker? waarin het dorpsleven in Hoofdplaat wordt uitgelicht. Voorts publiceerde Peter Verdurmen fotoseries over stakende Engelse mijnwerkers, de PSD-veren op de Westerschelde (in 2003 vervangen door de Westerscheldetunnel), Zeeuwse ringrijders en honderdjarigen in boekvorm.